# Octanamida
La octanamida es la amida derivada del ácido octenoico. Su fórmula molecular es C8H17NO.